# Anne Koedt
Anne Koedt, född 1941 i Köpenhamn, är en dansk-amerikansk feminist.
Koedt var en av den som i slutet av 1960-talet startade den nya kvinnorörelsen i USA. Hon var medlem av grupperna New York Radical Women, The Feminists och New York Radical Feminists.  Tillsammans med Shulamith Firestone redigerade hon de första sammanställningarna av texter från den amerikanska kvinnorörelsen, Notes from First Year (1968), Notes from the Second Year (1970) och Notes from the Third Year (1971). Av hennes artiklar kan särskilt nämnas de som Leah Fritz kallade "the feminist shot heard round the world", The Myth of the Vaginal Orgasm (1968, publicerad i utökad version 1970).